# Holmen (Wisconsin)
Pour les articles homonymes, voir Holmen.
Holmen est un village du comté de La Crosse, dans l'État du Wisconsin, aux États-Unis. En 2020, il comptait une population de 10 661 habitants.